# Tosashimizu (Kōchi)
Tosashimizu (土佐清水市 Tosashimizu-shi?) es una ciudad localizada en la prefectura de Kōchi, Japón. En junio de 2019 tenía una población estimada de 12.509 habitantes y una densidad de población de 47 personas por km². Su área total es de 266,34 km².

## Geografía

### Localidades circundantes
- Prefectura de Kōchi
  - Mihara
  - Ōtsuki
  - Shimanto
  - Sukumo

## Demografía
Según los datos del censo japonés, esta es la población de Tosashimizu en los últimos años.
| 1995   | 2000   | 2005   | 2010   | 2015   |
| ------ | ------ | ------ | ------ | ------ |
| 19.582 | 18.512 | 17.281 | 16.029 | 13.778 |

## Relaciones internacionales

### Ciudades hermanadas
- Fairhaven, Estados Unidos – desde 1987
- New Bedford, Estados Unidos – desde 1987